# Centre commercial Tasku
Le centre commercial Tasku (en estonien estonien : Tasku Keskus) ou Tasku est un centre commercial du quartier Kesklinn de Tartu en Estonie.

## Présentation
Tasku est situé au centre-ville de Tartu, dans le îlot urbain délimité par la rue Turu tänav, la rue Soola tänav, la rivière Emajõgi et le pont de Võidu, au coin de la rue Turu tänav et du pont de Võidu.
Tasku a été nommé en suivant l'exemple du Centre d'affaires de l'Emajõki, que les habitants avaient commencé à appeler Plasku en raison de la forme du bâtiment. Les deux bâtiments appartiennent à l'entrepreneur de Tartu, Neinar Sel, par l'intermédiaire de la société AS Estiko propriétaire de Tasku et du Centre d'affaires de l'Emajõki.
Tasku est construit à la place de l'ancienne gare routière des grandes lignes.
La nouvelle gare routière de Tartu est sensiblement plus petite et délimitée sur trois côtés, y compris par  dessus, par le bâtiment Tasku. 
Tasku Keskus a été ouvert le 27 août 2008.
Le 30 août 2012, la liaison entre le centre Tasku et le Centre d'affaires de l'Emajõki a ete mise en service.
Au départ, il n'y avait pas d'épicerie à Tasku, quelques années après l'achèvement, un magasin Rimi y a  ouvert.

## Galerie

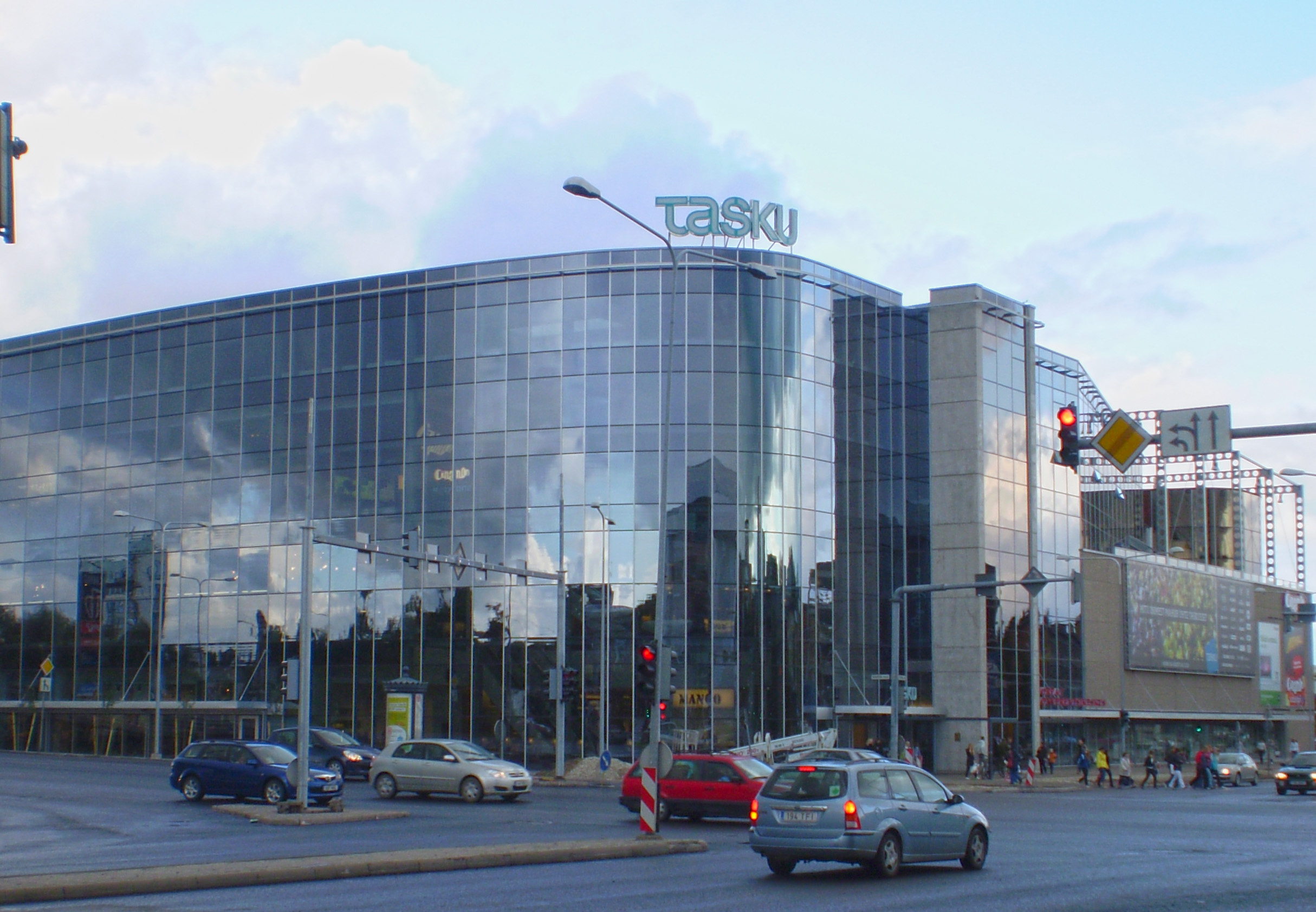
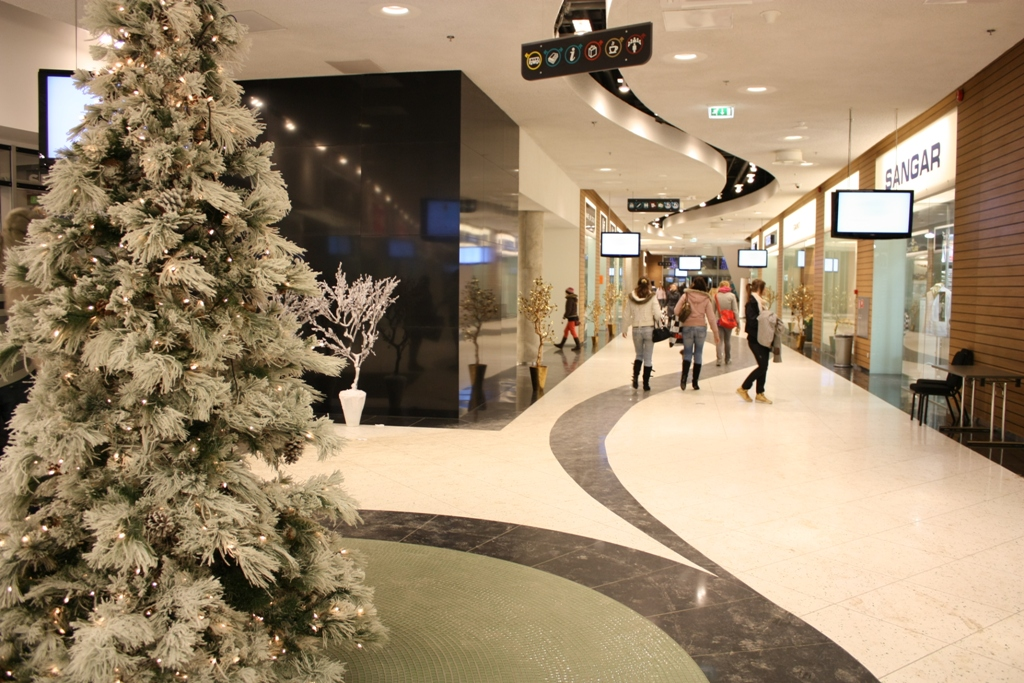

### Liens  externes
- Site officiel